# Малая Визинга
Ма́лая Ви́зинга (устар. Малая Визенга) — река в России, протекает по Сысольскому району Республики Коми. Длина реки составляет 156 км, площадь водосборного бассейна — 1880 км².

## Общие сведения
Протекает по территории Сысольского района. Берёт начало из небольшого болота на высоте больше 152,7 метра над уровнем моря. Ширина реки в верхнем течении — 14—24 метра, глубина — 0,7—1,3 м, скорость течения — 0,5 м/с. Впадает в реку Сысолу в 135 км от её устья по левому берегу. Высота устья — 89 м над уровнем моря. Основные притоки — Воль, Ягул, Мочан, Виз.
Участок реки от 60 км от устья до истоков входит в Визингский государственный природный ихтиологический заказник регионального значения. Организован в 1984 году с целью сохранения европейского хариуса, его промысел и любительское рыболовство запрещены в течение всего года.

## Притоки
(указано расстояние от устья)
- 10 км: река Парчу
- 30 км: река Воль
- 46 км: река Ягул
- 62 км: река Нижний Лобаз
- 68 км: река Верхний Лобаз
- 86 км: река Мочан
- 100 км: река Лянос
- 108 км: река Нижняя Кузью
- 112 км: река Средняя Кузью
- 117 км: река Верхняя Кузью
- 120 км: река Виз
- 132 км: река Большая Копса

## Гидрология
По данным наблюдений с 1974 по 1988 год среднегодовой расход воды в районе посёлка Ёльбаза (56 км от устья) на отметке высоты 98,42 м над уровнем моря составляет 10,11 м³/с.
| Средний расход воды (м³/с) реки Малая Визинга по месяцам с 1974 по 1988 гг. (замеры производились на гидрологическом посту 56 км от устья) |

## Данные водного реестра
По данным государственного водного реестра России и геоинформационной системы водохозяйственного районирования территории РФ, подготовленной Федеральным агентством водных ресурсов:
- Бассейновый округ — Двинско-Печорский
- Речной бассейн — Северная Двина
- Речной подбассейн — Вычегда
- Водохозяйственный участок — Вычегда от истока до города Сыктывкара